# 玉井陸斗
玉井陸斗（日语：／ Tamai Rikuto，2006年9月11日—），日本男子跳水運動員，生於兵庫縣寶塚市。

## 經歷
3歲開始學游泳，小學1年級時開始學習跳水，5年級時開始接受高台跳水訓練，並和日本跳水名將寺內健一同接受培養了許多奧運運動員的馬淵崇英教練的指導。
2019年4月日本室內跳水錦標賽暨世錦賽選拔賽，當時初中一年級的玉井陸斗年僅12歲7個月，以超越第二名60多分的成績，成為了日本跳水歷史上最年輕的全國冠軍。同年7月的世界游泳錦標賽，因為年齡限制所以無法參賽。2019年9月23日，剛年滿13歲的玉井陸斗以498.50分的成績獲得日本全國跳水錦標賽的冠軍。
2020年9月，玉井陸斗獲得了日本全國跳水錦標賽10米高台及3米彈板項目的金牌。他在10米高台項目上獲得了528.80分，相當於2016里約熱內盧奧運會的第三名。
2021年5月，玉井陸斗於跳水世界杯預選賽中，以第九名晉級半決賽，並在決賽中得到第八名，成功獲得2020東京奧運的門票。
2021年8月，玉井陸斗出戰2020東京奧運男子跳水比賽10米高台項目，在準決賽中以413.65分第八名的成績晉級決賽，並在決賽中獲得431.95分總排名第七名。自寺內健於2000年雪梨奧運以來睽違21年日本隊首次進入決賽。
2024年8月，玉井陸斗出戰2024巴黎奧運男子跳水比賽10米高台項目，在準決賽中以477.00分第三名的成績晉級決賽，並在決賽中獲得507.65分總排名第二名獲得銀牌，此獎牌為日本奧運跳水史上首面獎牌。

## 簡介
- 玉井陸斗來自一家四口的家庭，成員有爸爸、媽媽、哥哥、玉井陸斗。[6]
- 名字陸斗意謂著渴望成長為擁有像大陸一樣大而寬廣的心。[6]
- 最喜歡的食物是「牛舌」。[6]
- 最討厭的食物是「香菜」。[6]
- 最欣賞的選手是同校的學長寺內健。[6]
- 目標是在2020東京奧運上獲得獎牌。[2]

## 比賽成績

### 2019年
- 日本室內跳水錦標賽暨世錦賽選拔賽 10米高台 - 冠軍
- 第95回日本全國跳水錦標賽 10米高台 - 冠軍
- 國際泳總跳水大獎賽馬來西亞站 10米高台 - 亞軍
- 國際泳總跳水大獎賽新加坡站 - 亞軍

### 2020年
- 第96回日本全國跳水錦標賽 3米彈板 - 冠軍
- 第96回日本全國跳水錦標賽 10米高台 - 冠軍

### 2021年
- 跳水世界杯預選賽 10米高台 - 第八名
- 2020東京奧運男子跳水 10米高台 - 第七名
- 第97回日本全國跳水錦標賽 10米高台 - 冠軍

### 2022年
- 2022年世界游泳錦標賽男子跳水 10米高台 - 亞軍

### 2024年
- 2024巴黎奧運男子跳水 10米高台 - 銀牌

## 外部連結
- 玉井陸斗的Instagram帳戶